# 상비사도
상비사도(上飛巳島)는 경상남도 고성군 삼산면에 있는 섬이다. 특정도서로 지정하여 관리되고 있다.

## 특정도서
상비사도는 해식애, 파식대 등 지형 경관이 우수하고, 공룡 발자국 화석지형이 분포하고 있으며, 일엽초 군락이 발달하여 「독도 등 도서지역의 생태계보전에 관한 특별법」에 의거 특정도서로 지정되었다.
- 지정번호 : 제151호
- 면적 : 6,645m2
- 지번 : 경상남도 고성군 삼산면 두포리 산31-2